# IC 3784
IC 3784 је спирална галаксија у сазвјежђу Береникина коса која се налази на листи објеката дубоког неба у Индекс каталогу.
Деклинација објекта је + 19° 23' 5" а ректасцензија 12h 47m 50,6s. Привидна величина (магнитуда) објекта IC 3784 износи 15,6 а фотографска магнитуда 16,4. IC 3784 је још познат и под ознакама NPM1G +19.0330, KUG 1245+196, PGC 89739.